# Aeroportul Regional Colorado Plains
Aeroportul Regional Colorado Plains (IATA: AKO, ICAO: KAKO, FAA LID: AKO) este un aeroport din Colorado, Statele Unite ale Americii. Aeroportul a fost tranzitat în 2019 de 4 pasageri.
Situat la o altitudine de 1.437 m, aeroportul dispune de 1 pistă.

## Infrastructură

### Piste
Aeroportul dispune de o singură pistă. Pista 11/29 are suprafața de asfalt și dimensiunile 7.001 picioare × 100 picioare. 